# GW Erco Shimano
El GW Erco Shimano (código UCI: GES) es un equipo ciclista colombiano de categoría Continental. Después de haberse fusionado con otros equipos en temporadas anteriores, en el periodo 2024 regresa de nuevo al pelotón con nuevos patrocinadores a la categoría Continental de ciclismo.

## Historia
El equipo se inició en el 2008 como un proyecto de ciclismo amateur con ciclistas sub-23 con el objetivo de apoyar el ciclismo joven del país y participar en diferentes carreras a nivel nacional. Luego en el año 2016 el equipo asciende a la categoría Continental donde corrió las principales carreras del calendario del ciclismo colombiano.

### Disolución
El equipo desaparece en la temporada 2019 bajo la fusión de tres equipos colombianos que tenían patrocinio de la antigua entidad gubernamental Coldeportes, ellos eran Coldeportes Zenú, Coldeportes Bicicletas Strongman y GW Shimano (este último no era patrocinado por Coldeportes); para consolidar un nuevo equipo de categoría Continental llamado Colombia Tierra de Atletas-GW Bicicletas en un proyecto para cimentar a Colombia como un semillero de ciclistas y la formación integral del atletas en las categorías femenina, prejuvenil, juvenil, sub-23 y élite; con el objetivo de participar en diferentes carreras a nivel nacional e internacional.

### Reactivación
La empresa colombiana líder en la fabricación de bicicletas en Colombia, junto a otros patrocinadores se unieron para reactivar nuevamente en el año 2024 la escuadra de ciclismo GW Shimano para subir a la categoría Continental y presentar al país en las principales competencias de la categoría UCI.

## Material ciclista
El equipo utilizó bicicletas GW y componentes Shimano.

## Clasificaciones UCI
Las clasificaciones del equipo y de su ciclista más destacado son las siguientes:

### UCI America Tour
| Temporada | Clasificación por equipos | Mejor corredor    | Posición |
| 2016      | 31.º                      | Edward Díaz       | 239º     |
| 2017      | 42.º                      | Juan Pablo Rendón | 188.º    |
| 2018      | 24.º                      | Walter Pedraza    | 113.º    |
| 2019      | 15.º                      | Brandon Rivera    | 74.º     |
| 2023      | 7.º                       | Jhonatan Restrepo | 54.º     |
| 2024      |                           | Bandera de ?      |          |

### UCI Europe Tour
| Temporada | Clasificación por equipos | Mejor corredor   | Posición |
| 2018      | 132.º                     | Alejandro Osorio | 1367.º   |

## Palmarés
Para años anteriores véase: Palmarés del GW Erco Shimano.

### Palmarés 2025

#### Circuitos Continentales UCI
| Fechas       | Circuito              | Carreras                           | Ganador        |
| 19 de enero  | UCI America Tour 2025 | 8.ª etapa de la Vuelta al Táchira  | Brandon Rojas  |
| 27 de abril  | UCI America Tour 2025 | 5.ª etapa del Tour de Gila         | Robinson López |
| 10 de agosto | UCI America Tour 2025 | 10.ª etapa de la Vuelta a Colombia | Edgar Pinzón   |

#### Campeonatos nacionales
| Fechas | Carreras | Ganador |

## Plantillas
Para años anteriores, véase Plantillas del GW Erco Shimano

### Plantilla 2024
| Integrantes del equipo 2024 | Integrantes del equipo 2024 | Integrantes del equipo 2024                                  | Integrantes del equipo 2024 |
| Corredor                    | Fecha de nacimiento         | Equipo previo                                                |                             |
| --------------------------- | --------------------------- | ------------------------------------------------------------ | --------------------------- |
| Alejandro Osorio            | 28 de mayo de 1998          | EPM-Scott (2022)                                             |                             |
| Diego Pescador              | 21 de diciembre de 2004     |                                                              |                             |
| Daniel Arroyave Cañas       | 19 de junio de 2000         | Orgullo Paisa (2023)                                         |                             |
| Adrián Bustamante           | 10 de junio de 1998         | Kelly-Simoldes-UDO (2023)                                    |                             |
| Edgar Pinzón                | 25 de mayo de 2001          | Colombia Tierra de Atletas-GW Shimano (2022)                 |                             |
| Frank Osorio                | 28 de agosto de 1988        | Orgullo Paisa (2020)                                         |                             |
| Juan Carlos López           | 24 de abril de 1981         |                                                              |                             |
| Brandon Rojas               | 2 de julio de 2002          | Colombia Tierra de Atletas-GW Bicicletas (2021)              |                             |
| Juan Sebastian Pinilla      | 8 de diciembre de 2004      |                                                              |                             |
| Robinson López              | 17 de septiembre de 1996    | Aguardiente Néctar - WCargo - Indeportes Cundinamarca (2023) |                             |
| Andrés Mancipe              | 10 de julio de 2002         | Colombia Tierra de Atletas-GW Shimano (2022)                 |                             |
|                             |                             |                                                              |                             |
| Fuente: ProCyclingStats     |                             |                                                              |                             |